# Liste der Monuments historiques in Tournefeuille
Die Liste der Monuments historiques in Tournefeuille führt die Monuments historiques in der französischen Gemeinde Tournefeuille auf.

## Liste der Bauwerke
| Bezeichnung        | Beschreibung                       | Standort | Kennzeichnung | Schutzstatus | Datum | Bild           |
| ------------------ | ---------------------------------- | -------- | ------------- | ------------ | ----- | -------------- |
| Château de Gramart | Schloss, erbaut im 17. Jahrhundert | (Lage)   | PA00094646    | Inscrit      | 1950  | weitere Bilder |

## Liste der Objekte
- Monuments historiques (Objekte) in Tournefeuille in der Base Palissy des französischen Kultusministeriums